# Intel Edison

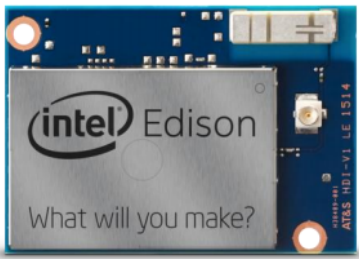
Edison-Modul

Unter dem Namen Edison führte Intel Ein-Chip-Systeme (System-on-a-Chip), die speziell für das Internet der Dinge konzipiert war. Auf dem Modul fanden sich ein zum Pentium-Prozessor kompatibler Intel Quark Prozessor mit einer WLAN-Karte und einem Bluetooth-Modul.
Die Intel Edison-Serie wurde zuerst auf der CES 2014 präsentiert und sollte Intel einen Platz bei neu entstehenden Märkten wie etwa dem Wearable Computing sichern.
Am 16. Juni 2017 gab Intel bekannt, Produktion und Vertrieb der Edison-Serie zum 16. Dezember 2017 einzustellen.

## Technik
Der Intel Edison ist ein 35 mm × 25 mm großes Kleinrechner-Modul mit einem 70-Pin-Konnektor, dessen SoC (System-on-a-Chip) einen auf 500 MHz heruntergetakteten Dual-Core-Atom-Prozessor auf Basis der Silvermont-Atom-Mikroarchitektur und eine Quark-CPU mit 100 MHz Taktfrequenz kombiniert. Der Arbeitsspeicher ist 1 GByte groß, dazu kommen 4 GByte Embedded-Flash-Speicher für das Betriebssystem.
Der Wifi-Chip 43340 von Broadcom nutzt die Frequenzbänder 2,4 und 5 GHz in den Standards IEEE 802.11 a/b/g/n, das Bluetooth-Modul unterstützt den Standard in Version 4.0. 40 GPIOs können als SD-Karten-Schnittstelle, zwei UARTs, zwei I2C, ein SPI, ein I2S, ein USB-2.0-OTG-Controller und Taktausgang von 32 kHz oder 19,2 MHz konfiguriert werden. 12 GPIOs können für sonstige Zwecke genutzt werden, davon 4 als PWMs.
Der Edison benötigt eine Versorgungsspannung zwischen 3,3 V und 4,5 V, die Leistungsaufnahme liegt im Standby-Modus ohne WiFi und Bluetooth bei 13 mW, mit aktivem Bluetooth bei 21 mW und mit aktivem Wifi bei 35 mW.

## Boards
Es gibt von Intel selbst ein Breakout-Board, das nur wenig größer als das Edison-Modul selbst ist und zu den Pins korrespondierende Lötlöcher im Abstand von 2,54 mm aufweist. Zusätzlich verfügbar sind eine UART-zu-USB-Brücke mit USB-Mikro-Typ-B-Konnektor, eine USB-OTG-Schnittstelle mit Typ-AB-Konnektor und einen Stromversorgungs- (7 V bis 15 V Gleichspannung Eingang) sowie Batterieanschluss.
Ein zweites Arduino-Board ist deutlich größer. Zusätzlich zu den USB-Schnittstellen des kleinen Breakout-Boards hat es 20 Digital-Ein-/Ausgangs-Pins (davon 4 für PWMs), 6 Analogeingänge, ein UART, ein I2C, ein SPI, zwei USB 2.0-Host-Schnittstellen, einen Micro-SD-Karten-Slot und den Stromversorgungsanschluss ebenfalls für 7 V bis 15 V Gleichspannung.

## Betriebssysteme
Auf den Silvermont-Cores läuft Yocto-Linux in der Version 1.6. und auf der Quark-CPU ein FreeRTOS. Damit ist Edison echtzeitfähig.

## Preise
Das Edison-Modul zusammen mit dem Arduino-Board kostet 107 Dollar, Edison alleine 50 Dollar und zusammen mit dem kleinen Breakout-Board 75 Dollar. Die Firma SparkFun Electronics hat bereits 14 eigene Erweiterungsmodule für Edison entwickelt.